# ميجا مان زيرو 3
ميغا مان زيرو 3 (بالإنجليزية: Mega Man Zero 3)‏ المعروفة في اليابان باسم روك مان زيرو 3 (باليابانية: ロックマン ゼロ2) أو (بالإنجليزية: Rockman Zero 3)‏، هو الجزء الثالث من سلسلة ميجا مان زيرو والتي تم تطويرها من قبل إنتي كريتز ونشر من قبل شركة كابكوم سنة 2004 بنظام جيم بوي أدفانس.